# Sillaléba
Sillaléba est une localité du département de Nasséré, dans la province de Bam, dans le Centre-Nord, au Burkina Faso. En 2006, cette localité comptait 780 habitants dont 54,7% de femmes.